# Židovský hřbitov v Krásné Lípě
Židovský hřbitov v Krásné Lípě se nachází ve Slavkovském lese v zaniklé obci Krásná Lípa přibližně 9 km jižně od Sokolova, 5,5 km jižně od Březové v okrese Sokolov v Karlovarském kraji. Leží ve svahu pod lesem mimo hlavní zástavbu zaniklé obce, východně od vodní nádrže, bývalého vodního zdroje pro obec Rovnou. Kromě pozůstatků základů několika zbořených domů je jedinou dochovanou památkou na zaniklou obec.

## Historie
Údaje o příchodu prvních židovských obyvatelů do Krásné Lípy se liší. V písemných pramenech je uváděno 16. století nebo období před rokem rok 1680, odpovídající příchodu židů do nedaleké Kostelní Břízy.
Nejstaršími písemnými doklady o hřbitově je matrika zemřelých obce Schönlind (Krásná Lípa) od roku 1784 do roku 1868 a matrika z let 1840 až 1895. V soupisu židovských rodin Loketského kraje z roku 1793 bylo v Krásné Lípě vedeno 20 rodin s počtem 107 osob. V roce 1910 zde žilo šest židů.

## Podoba a náhrobní kameny
Pod spodním okrajem hřbitova vlastnila židovská obec dřevěnou budovu čp. 68, která sloužila jako synagoga. Vlastní hřbitov byl ohraničen 29 žulovými sloupky a v krajině se ztrácí v náletových dřevinách. Sloupky mají na dvou stranách ve dvou místech zářezy, do kterých se vkládaly dřevěné trámky. Vstup na hřbitov se nacházel v západní části hřbitova a je zřetelný díky dvěma sloupkům v atypickém rozestupu. U vstupu stávala malá dřevěná obřadní místnost, ze které se zachovaly zbytky základových kamenů.
Nachází se zde celkem 112 náhrobních kamenů, většinou z neopracované žuly. Nejstarší pochází z roku 1755, nejpočetnější skupinu tvoří 36 náhrobníků z let 1800–1850.

## Přístup
Ke hřbitovu vede úzká zarostlá pěšina, která začíná u okraje hráze vodárenské nádrže. Vzdálenost od hráze ke hřbitovu je 150 metrů.